# Orthoflavivirus tembusu
Espèce
formes de rang inférieur
- virus de Baiyangdian (BYDV)
- Duck egg-drop syndrome virus
- Duck flavivirus KPS54A61/THA
- Duck flavivirus TA
- Duck Tembusu virus
- Flavivirus muscovy/SD/China/2011
- Flavivirus muscovy/WR/China/2010
- Flavivirus White Kaiya duck/WR/China/2010
- Layer flavivirus CJD05
- virus de Sitiawan

Orthoflavivirus tembusu (TMUV) est une espèce de flavivirus aviaire isolé chez un moustique Culex tritaeniorhynchus en 1955 à Kuala Lumpur,. Elle se ramifie phylogénétiquement avec les espèces Ntaya virus, Bagaza virus et Israel turkey meningoencephalomyelitis virus. Il porte le même nom que l'arbre Tembusu (en).
Un risque pour la santé humaine ou animale n'a jamais été formellement établi. Cependant, des anticorps dirigés contre le virus Tembusu ont été trouvés chez l'humain,. Par ailleurs, à la fin des années 1990, un nouveau virus étroitement apparenté (92 %), le virus de Sitiawan, causant l'encéphalite du poussin et un retard de croissance, montre un potentiel de virus émergent. En 2010, une autre souche toujours apparentée à l'espèce Tembusu virus, le virus de Baiyangdian, a été identifiée dans des élevages de canards décimés dans l'Est de la Chine.